# Sanjkanje na ZOI 2010.
Natjecanje u sanjkanju na ZOI 2010. održavalo se u Whistler Sliding Centru u razdoblju od 13. do 17. veljače 2010. godine. Ovo natjecanje, kao i same olimpijske igre, obilježila je smrt gruziijskog natjecatelja Nodara Kumaritašvilija, koji je poginuo tijekom treninga, nekoliko sati prije početka ceremonije otvaranja Zimskih olimpijskih igara.

## Rezultati natjecanja

### Muškarci - pojedinačno
| Mjesto | Država   | Sanjkaš         | Vrijeme (min) |
| ------ | -------- | --------------- | ------------- |
| 1.     | Njemačka | Felix Loch      | 3:13,085      |
| 2.     | Njemačka | David Möller    | 3:13,764      |
| 3.     | Italija  | Armin Zöggeler  | 3:14,375      |
| 4.     | Rusija   | Albert Demčenko | 3:14,405      |
| 5.     | Njemačka | Andi Langenhan  | 3:14,629      |
| 6.     | Austrija | Daniel Pfister  | 3:14,726      |
| 7.     | Kanada   | Samuel Edney    | 3:14,840      |
| 8.     | SAD      | Tony Benshoof   | 3:15,128      |
| 9.     | Austrija | Wolfgang Kindl  | 3:15,215      |
| 10.    | Austrija | Manuel Pfister  | 3:15,269      |

Datum: 

13. veljače 2010.(prva i druga vožnja) 

14. veljače 2010. (treća i četvrta vožnja)

### Muškarci - dvosjed
| Mjesto | Država   | Sanjkaši                       | Vrijeme (min) |
| ------ | -------- | ------------------------------ | ------------- |
| 1.     | Austrija | Andreas Linger Wolfgang Linger | 1:22.705      |
| 2.     | Latvija  | Andris Sics Juris Sics         | 1:22.969      |
| 3.     | Njemačka | Patric Leitner Alexander Resch | 1:23.040      |

### Žene - pojedinačno
| Mjesto | Država    | Sanjkašica           | Vrijeme (min) |
| ------ | --------- | -------------------- | ------------- |
| 1.     | Njemačka  | Tatjana Hüfner       | 2:46,524      |
| 2.     | Austrija  | Nina Reithmayer      | 2:47,014      |
| 3.     | Njemačka  | Natalie Geisenberger | 2:47,101      |
| 4.     | Rusija    | Tatjana Ivanova      | 2:47,181      |
| 5.     | Njemačka  | Anke Wischnewski     | 2:47,253      |
| 6.     | Rusija    | Alexandra Rodionova  | 2:47,456      |
| 7.     | Švicarska | Martina Kocher       | 2:47,575      |
| 8.     | Poljska   | Ewelina Staszulonek  | 2:47,621      |
| 9.     | Austrija  | Maija Tiruma         | 2:47,654      |
| 10.    | Rusija    | Natalja Chorjova     | 2:47,984      |
|        |           |                      |               |

Datum: 15. i 16. veljače 2010

## Lista medalja
| Lista medalja u sanjkanju (Nakon kraja natjecanja) | Lista medalja u sanjkanju (Nakon kraja natjecanja) | Lista medalja u sanjkanju (Nakon kraja natjecanja) | Lista medalja u sanjkanju (Nakon kraja natjecanja) | Lista medalja u sanjkanju (Nakon kraja natjecanja) | Lista medalja u sanjkanju (Nakon kraja natjecanja) |
| Mjesto                                             | Država                                             | Z                                                  | S                                                  | B                                                  | Ukupno                                             |
| -------------------------------------------------- | -------------------------------------------------- | -------------------------------------------------- | -------------------------------------------------- | -------------------------------------------------- | -------------------------------------------------- |
| 1.                                                 | Njemačka                                           | 2                                                  | 1                                                  | 2                                                  | 5                                                  |
| 2.                                                 | Austrija                                           | 1                                                  | 1                                                  |                                                    | 2                                                  |
| 3.                                                 | Latvija                                            |                                                    | 1                                                  |                                                    | 1                                                  |
| 4.                                                 | Italija                                            |                                                    |                                                    | 1                                                  | 1                                                  |

## Nesreće
Nekoliko sati prije početka svečanog otvorenja 21. Zimskih olimpijskih igara gruzijski natjecatelj Nodar Kumaritašvili smrtno je stradao na treningu, nakon udarca glavom u čelični stup. Istraga je utvrdila kako je poginuo zbog svoje pogreške.  Suci olimpijskog natjecanja sanjkaša ipak su odlučili djelovati i na koncu su muški start spustili na razinu ženskoga; tako su ponešto anulirali maksimalnu brzinu i omogućili sportašima da lakše kontroliraju sanjke na stazi. Također, ponešto je preinačena staza u cilju povećanja sigurnosti, postavivši veće ograde prije posljednjeg zavoja, u kojem je Kumaritašvili stradao.

## Vanjske poveznice
- Vancouver 2010. - Sanjkanje